# Xavier Pascual Vives
Xavier Pascual i Vives (Gavà, 9 de setembro de 1972) é um treinador de basquetebol espanhol que atualmente é o treinador do Panathinaikos Superfoods Atenas. Em 2009 após levar o FC Barcelona ao segundo título da Euroliga em sua história, foi laureado com o prêmio Alexsander Gomelsky - Treinador do Ano de 2009 sendo aos 37 anos o treinador mais jovem a receber a honra. 
Xavi Pascual é formado em  Engenharia Industrial  tendo já desempenhado a profissão anteriormente na região de Villadecanes.

## Prêmios e Honrarias

### Clubes

#### CB Aracena
- Campeão Catalão da LEB 2 (2002-03)
- Campeão Catalão da LEB (2003-04)

#### CB Cornellà
- Campeão Catalão da Liga EBA (1995-96)

#### CB Olesa
- Vice-campeão Catalão da Liga EBA (2002-03)

#### FC Barcelona
- 4x campeão da Liga ACB (2008-09, 2010-11, 2011-12 e 2013-14)
- 3x Campeão da Copa do Rei (2009-10, 2010-11 e 2012-13)
- Campeão da Euroliga (2009-10)
- 3x Campeão da Supercopa (2009, 2010 e 2011)
- 7x Campeão da Liga Catalã (2009, 2010, 2011, 2012, 2013, 2014 e 2015)

### Pessoais
- 4x melhor treinador da Liga ACB (2008-09, 2009-10, 2010-11 e 2011-12)
- 3x melhor treinador pela Associación Española de Entrenadores de Baloncesto (AEEB) (2009, 2010 e 2011)
- Treinador do Ano da Euroliga (2009)